# Landkreis Rottal-Inn
Landkreis Rottal-Inn är ett distrikt (Landkreis) i Niederbayern i det tyska förbundslandet Bayern.

## Geografi
Distriktet är uppkallat efter floden Rott som flyter genom distriktet och floden Inn. Distriktet gränser i sydost till den österrikiska distriktet Braunau am Inn, i söder till Landkreis Altötting, i sydväst till Landkreis Mühldorf am Inn, i väster till Landkreis Landshut, i nordväst till Landkreis Dingolfing-Landau, i norr till Landkreis Deggendorf och i nordost till Landkreis Passau.